# Dům Mehlsack
Dům Mehlsack, alternativně Mehlsackův dům, je měšťanský dům na náměstí Krále Jiřího z Poděbrad v Chebu (čo. 24). Je pojmenovaný po prvním známém majiteli, Hansi Mehlsackovi, který vlastnil dům od roku 1531 do roku 1542.
Architektonicky se jedná o prostý měšťanský dům s dřevěnými rámy oken.